# Scarce (film)
Pour l’article homonyme, voir Scarce.
Pour plus de détails, voir Fiche technique et Distribution.
Scarce est un film d'horreur canadien réalisé par Jesse T. Cook et John Geddes, sorti directement en DVD en 2008.

## Synopsis
Le film décrit le destin macabre de trois snowboarders égarés. Ils se retrouvent piégés dans une cabane isolée en pleine forêt, qui appartient à deux redoutables amateurs de chair humaine. Alors que le jour de l’abattage approche, ils essaient de s’échapper pieds nus à travers les étendues gelées.

## Fiche technique
- Titre : Scarce
- Réalisation : Jesse T. Cook et John Geddes
- Scénario : Jesse T. Cook et John Geddes
- Chef opérateur : John Lesavage
- Montage : Jesse T. Cook, John Geddes et Jacob McNeil
- Musique : Dan Burns, John Geddes et Jacob McNeil
- Producteurs : Jesse T. Cook, John Geddes et John Cowan
- Production : Bloodlife Films
- Distribution : Anchor Bay Entertainment
- Pays :  Canada
- Durée : 93 minutes
- Sortie : 2008

## Distribution
- Steve Warren : Ivan
- Gary Fischer : Wade
- Chris Warrilow : le gros
- Thomas Webb : Dustin
- John Geddes : Owen
- Jesse T. Cook : Trevor
- Stephanie Banting : Courtney
- Gavin Peacock : Gavin
- Matt Griffin : le vagabond tout nu
- Jaclyn Pampalone : Kristy
- Jackie Eddolls : Nickie
- Steve Vecchiola : le vétéran
- Melanie Brown : Emily
- Ted Lye : Angry Chef
- Jason Derushie : Grizzly Adams

## Accueil critique
Le film a été globalement mal reçu, même par les amateurs du genre. À partir d’un script réchauffé, ce film d’étudiants en cinéma accumule les clichés et les scènes gores gratuites. De plus, l’intensité dramatique est mal équilibrée : la première moitié est une succession de scènes n’apportant rien à l’histoire et souffrant d’un montage laborieux. Les seuls points forts du film sont la photographie, qui instille une atmosphère menaçante, et les effets spéciaux conçus par The Gore Brothers sans trucages numériques.